# Chibi Devi!
Chibi Devi! (яп. ちび☆デビ! Тиби Дэби!, «Крошка-дьяволёнок!») — комедийная сёдзё-манга, автором и иллюстратором которой является Хирому Синодзука о том, как девочка-подросток обнаруживает младенца-демона в своей кровати. Манга начала выпускаться издательством Сёгакукан в журнале Ciao, в мае 2008 года. На основе манги студией SynergySP был выпущен аниме-сериал, который начал транслироваться в Японии 10 октября 2011 года. Каждая серия длится по 5 минут. По мнению представителей сайта world art, сериал получился простым, добрым и весёлым, также является своеобразным девичьим вариантом более популярного сериала Beelzebub.

## Сюжет
Хоноко Савада — обыкновенная ученица 8 класса и одинокая девушка, которую в школе любят задирать. Однажды ночью, в кровати девушки при таинственных обстоятельствах появляется младенец-демон, чтобы разукрасить одинокую жизнь главной героини.

## Персонажи
Хонока Савада (яп. 沢田ほのか)
Сэйю: Юка Игути
Главная героиня, ей 14 лет, когда то потеряла своих родителей. Её часто обижают и используют одноклассники, сама Хонока была одинокой до тех пор, пока у неё не появился Мао. Хонока стала его новой приёмной матерью, а позже влюбилась в Сина.
Мао (яп. まお)
Сэйю: Норико Ситая
Младенец-дьявол, который по загадочным обстоятельствам появился в кровати Хоноки. У него есть дьявольские крылышки на голове и хвост. Как и другие дьяволята обладает уникальными способностями в зависимости от того, какой костюм он носит, например в костюме кайдзю может извергать огонь. Позже сильно привязывается к Хоноке.
Син Сугисаки (яп. 杉崎真)
Сэйю: Хироюки Ёсино
Друг Кё, стал помогать Хоноке ухаживать за Мао, в данном случае выполняет роль приёмного отца. Очень любит малыша, поэтому расстраивается, когда Мао забывает о нём, полностью сосредоточившись на Хоноке.
Кё Тоно (яп. 遠野京)
Сэйю: Коити Бандо
Друг детства Хоноки, который избегает своих обязанностей, проводя своё время за просмотром аниме.
Смотритель (яп. 園長先生 Энтё-сэнсэй)
Сэйю: Соитиро Хоси
Смотритель, обязанность которого является уход за дьяволятами. Носит забавные очки и поддельные усы. Дьяволята любят использовать на нём свою магию.
Учительница Ито (яп. 伊藤先生 Ито-сэнсэй)
Сэйю: Аюми Фудзимура
Воспитательница в саду для дьяволят. Ответственная и заботливая.
Карин (яп. かりん)
Сэйю: Рё Хирохаси
Младенец-дьявол, единственная девочка среди малышей в садике. Она эгоистичная и избалованная, так как её "мама" боится быть с ней строгой. Её способность заморозка.
Нацуки Такаяма (яп. 高山夏季)
Сэйю: Риэ Ямагути
Приемная мама Карин.
Ицуки Такаяма (яп. 高山樹)
Сэйю: Ёсицугу Мацуока
Брат Нацуки и приёмный папа Карин. Появляется всего в 1 серии.
Рай (яп. ライ)
Сэйю: Микако Такахаси
Очень ответственный и умный не по годам младенец-дьяволенок, но даже несмотря на это очень любить проказничать, при этом его смех похож на дедовский. Его способность молния.
Сиори Накагава (яп. 中川しおり)
Сэйю: Асука Ниси
Приемная мама Рая. Она мать-одиночка, но очень ответственная девочка, волнующая за своего малыша. Правда, она не любительница выражать эмоции.

## Список серий аниме
| 01 | A Baby Boy Suddenly Appeared «Акатян ва Тоцудзэн ни» (赤ちゃんは突然に)       | 10 октября 2011  |
| Хонока Савада — несчастная девушка, которая потеряла своих родителей и терпит издёвки со стороны одноклассников, однажды она обнаруживает странного ребёнка в своей кровати, с дьявольскими крыльями и хвостом. |                                                                               |                  |
| 02 | Fire-Breathing Baby «Хи о фуку Акатян» (火を吹く赤ちゃん)                     | 17 октября 2011  |
| Хонока приглашает старого друга и одноклассника, чтобы показать Мао, однако тот сбегает из дома. |                                                                               |                  |
| 03 | Search for Mao-chan! «Мао-тян о Сагасэ!» (まおちゃんを探せ!)                  | 24 октября 2011  |
| Хонока и Син ищут Мао, тот тем временем залезает на крышу, его спасает таинственный человек, знавший о демонической природе Мао.                                                                                |                                                                               |                  |
| 04 | Mao-chan's Secret «Мао-тян но Химицу» (まおちゃんの秘密)                      | 31 октября 2011  |
| Таинственный человек оказывается особым смотрителем, задача которого ухаживать за дьяволятами, такими, как Мао. Хонока обещает в течение месяца ухаживать за Мао.                                               |                                                                               |                  |
| 05 | First Daycare «Хадзимэтэ но Хоикуэн» (初めての保育園)                         | 14 ноября 2011   |
| Мао становится ворчливым после того, как стал жить с Хонокой в детском садике, саму девушку приглашают на вечеринку, чтобы познакомиться с родителями детей-демонов.                                            |                                                                               |                  |
| 06 | Blizzard!? Lightning!? «Кати Кати!? Бари Бари!?» (カチカチ!?バリバリ!?)       | 21 ноября 2011   |
| Хонока встречается с родителями дьяволят и узнаёт о том, что они обладают рядом уникальных способностей. |                                                                               |                  |
| 07 | Papa and Mama are Fighting!? «Папа то Мама га Кэнка!?» (パパとママがケンカ!?) | 28 ноября 2011   |
| Хоноку запугивает Син и постоянно ругает за её неуклюжесть. Позже у Мао начинается лихорадка. |                                                                               |                  |
| 08 | Mao-chan in a Pinch!? «Мао-тян Пинти!?» (まおちゃん、ピンチ!?)                | 5 декабря 2011   |
| Читая особую книгу, Хонока избавляет Мао от лихорадки, позволяя ему выпустить магию. Девушка и Син мерятся. |                                                                               |                  |
| 09 | The Great Make Up Plan! «Накаёси Даисакусэн!» (仲良し大作戦!)                 | 12 декабря 2011  |
| С помощью Сина, Хонока выражает чувства одиночества своей тёте. |                                                                               |                  |
| 10 | A Fun Playdate? «Таноси: Ою:гикаи?» (楽しいおゆうぎ会?)                       | 9 января 2012    |
| Хонока принимает участие в особом собрании с другими мамами-демонами: Нацуки и Сиори плохо ладят друг с другом.                                                                                                 |                                                                               |                  |
| 11 | Everyone's Playdate? «Минна но Ою:гикаи?» (みんなのおゆうぎ会?)               | 16 января 2012   |
| Следуя совету Сина, Хонока стремится всем помочь, чтобы дети дружно играли между собой. |                                                                               |                  |
| 12 | A Stormy Playdate! «Араси но Ою:гикаи!» (嵐のおゆうぎ会!)                     | 23 января 2012   |
| Всем удаётся между собой поладить. |                                                                               |                  |
| 13 | First Sleepover «Хадзимэтэ но Отомари» (初めてのお泊り)                       | 6 февраля 2012   |
| Мао впервые проводит свой день в садике без Хоноки, дела идут не очень хорошо. |                                                                               |                  |
| 14 | Chibi Devi Expedition «Тиби Дэби Танкэнтаи» (ちびデビ探検隊)                  | 13 февраля 2012  |
| Мао и другие дети должны преодолеть все свои страхи, проводя ночь в детской. |                                                                               |                  |
| 15 | Goodbye Mao-chan «Саёнара Мао-тян» (さよならまおちゃん)                       | 20 февраля 2012  |
| Время работы Хоноки подходит к концу, но вскоре она понимает, что любит Мао и бежит прямо обратно в детский сад.                                                                                                |                                                                               |                  |
| 16 | Mao-chan's Daycare Journal «Мао-тян но Хоику Никъки» (まおちゃんの保育日記)   | 2 апреля 2012    |
| Хонока и Син встречают отца Карин, который оказывается младшим братом Нацуки. Ицуки становится новой одноклассницей Хоноки.                                                                                     |                                                                               |                  |
| 17 | First Feelings/ First Sentiments «Хадзимэтэ но Кимоти» (初めての気持ち)       | 9 апреля 2012    |
| Хонока начинает испытывать любовные чувства к Син |                                                                               |                  |
| 18 | Mao-chan Throws A Tantrum «Мао-тян О:абарэ!?» (まおちゃん大暴れ!?)            | 16 апреля 2012   |
| Мао начинает ревновать, когда Хонока уделяет внимание другим и впадает в истерику. |                                                                               |                  |
| 19 | Where is Mao-chan!? «Мао-тян ва Докони!?» (まおちゃんはどこに!?)              | 23 апреля 2012   |
| Нацуки помогает Хоноке и Сину смотреть за Мао. |                                                                               |                  |
| 20 | Rai-chan's Mama «Раи-тян но Мама» (ライちゃんのママ)                          | 7 мая 2012       |
| Хонока и Син заботятся о Рай, в то время, как Хонока пытается убедить Сиори вернутся с маме Рай. |                                                                               |                  |
| 21 | Shiori-chan's True Feelings «Сиори-тян но Хонсин» (しおりちゃんの本心)        | 14 мая 2012      |
| Хонока остаётся уверенной духом, пока Сиори не показывает свои истинные чувства. |                                                                               |                  |
| 22 | Meeting Shin-san «Син-сан то но Дэаи» (真さんとの出会い)                      | 21 мая 2012      |
| Хонока борется со своими чувствами, при встречах с Сином. |                                                                               |                  |
| 23 | Intense Park Debut «Докидоки Ко:эн Дэбю:» (ドキドキ公園デビュー)              | 28 мая 2012      |
| Мао знакомится с другими детьми в парке. |                                                                               |                  |
| 24 | Stand up, Mao-chan! «Татэ, Мао-тян!» (立て、まおちゃん!)                      | 11 июня 2012     |
| Мао оказывается последним, кто встал и пошёл. |                                                                               |                  |
| 25 | Chibi Devi Sports Day «Тиби Дэби Ундо:каи» (ちびデビ運動会)                   | 18 июня 2012     |
| В день спорта Мао соревнуется против Карин и Рай. |                                                                               |                  |
| 26 | Careful Not To Get Sick «Кадзэ ни Гоё:дзин» (カゼにご用心)                    | 25 июня 2012     |
| Хонока простудилась и должна отдыхать. Син и Мао ухаживают за ней. |                                                                               |                  |
| 27 | Big Confession Strategy! «Кокухаку Даисакусэн!» (告白大作戦!)                 | 2 июля 2012      |
| Хонока пытается признаться в своих чувствах Сину. |                                                                               |                  |
| 28 | Shots Are Scary? «Тю:ся ва Каваи?» (注射はこわい?)                            | 9 июля 2012      |
| 29 | Talking Mao-chan «Осябэри Мао-тян» (おしゃべりまおちゃん)                     | 10 сентября 2012 |
| 30 | Mama and Papa «Мамма то Па:па» (まんまとぱぁぱ)                               | 24 сентября 2012 |
| 31 | Irritated Karin-chan «Ираира Карин-тян» (イライラかりんちゃん)                | 8 октября 2012   |
| 32 | Rai-chan's Secret «Раи-тян но Химицу» (ライちゃんのひみつ)                    | 15 октября 2012  |
| 33 | Present for Mama «Мама э но Пурэдзэнто» (ママへのプレゼント)                  | 22 октября 2012  |
| 34 | Mao-chan's Obsession «Мао-тян но Маибу:му» (まおちゃんのマイブーム)           | 29 октября 2012  |
| 35 | Mysterious Being «Надзо но Икимоно» (なぞのいきもの)                          | 5 ноября 2012    |
| 36 | Let's Make a House «Оути о Цукуро:» (おうちをつくろう)                        | 12 ноября 2012   |
| 37 | Like? Hate? «Суки? Кираи?» (スキ?キライ?)                                     | 19 ноября 2012   |
| 38 | Let's Go to the Supermarket «Су:па: э ико:» (スーパーへいこう)                | 26 ноября 2012   |
| 39 | Full of Costumes «Кигуруми Ипъпаи» (きぐるみいっぱい)                         | 3 декабря 2012   |
| 40 | Mao-chan Loves to Help! «Отэцудаи Даисуки!» (おてつだい大好き!)               | 7 января 2013    |
| 41 | Karin-chan's Wings «Карин-тян но Ханэ» (かりんちゃんのハネ)                   | 14 января 2013   |
| 42 | Rai-chan's Car «Раи-тян но Дзидо:ся» (ライちゃんの自動車)                     | 21 января 2013   |
| 43 | Devil's Festival? «Акума но Омацури?» (悪魔のおまつり?)                       | 28 января 2013   |
| 44 | The Dream Picture Book «Юмэ но Эхон» (夢のえほん)                             | 11 февраля 2013  |
| 45 | The Big Adventure Dream «Юмэ но Даибо:кэн» (夢の大冒険)                       | 18 февраля 2013  |
| 46 | Kiss Me, Mao-chan «Тю: Ситэ, Мао-тян» (ちゅうして、まおちゃん)                | 8 апреля 2013    |
| 47 | Grumpy Karin-chan «Окоримбо Карин-тян» (おこりんぼかりんちゃん)               | 15 апреля 2013   |
| 48 | Big Brother's Picture Drama «Камисибаи Они:сан» (紙しばいお兄さん)            | 22 апреля 2013   |
| 49 | Little Guest «Ти:сана Окякусан» (小さなお客さん)                              | 6 мая 2013       |
| 50 | Mao-chan Acts Tough «Цуёгари Мао-тян» (つよがりまおちゃん)                    | 13 мая 2013      |